# Rhizophydium novozeylandiense
Rhizophydium novozeylandiense är en svampart som beskrevs av Karling 1977. Rhizophydium novozeylandiense ingår i släktet Rhizophydium och familjen Rhizophydiaceae.   Inga underarter finns listade i Catalogue of Life.